# François de Geoffre
Pour les articles homonymes, voir Famille de Geoffre.
Le commandant François de Geoffre de Chabrignac, né à Paris le 8 août 1917 et mort à Alicante le 17 juillet 1970, est un militaire et écrivain français, as de l'aviation durant la Seconde Guerre mondiale.
Il a été crédité de 19 victoires homologuées.

## Biographie
François de Geoffre de Chabrignac est né le 8 août 1917 à Paris. Il est le neveu de Madeleine de Geoffre de Chabrignac, épouse de François Harouard de Suarez d'Aulan, puis d'Achille Adam. Il est ainsi le cousin germain de Jean d'Aulan.

### Carrière militaire
Il obtient à l'âge de dix-sept ans son brevet de pilote. Il effectue son service militaire dans l'Armée de l'air. Caporal-chef en septembre 1939, il suit les cours des différentes écoles : celle de Nîmes, d'Avord puis d'Oran où il est replié en mai 1940.
Lors de l'armistice du 22 juin 1940, le sergent de Geoffre est en garnison à la base aérienne d'Oran. Avec un groupe de camarades, il tente le 30 juin 1940 de s'échapper à bord d'un avion Bloch 175 vers Gibraltar mais échoue. Sanctionné par deux mois d'arrêts de rigueur, il ne renonce pas.

#### Opération Torch
Après le débarquement américain, il est affecté à l'escadrille La Fayette, à Casablanca, en 1942. Il vole sur un avion de chasse P40 Tomahawk. Il combat en Tunisie dès janvier 1943.

### Campagne Normandie-Niémen
Le 6 octobre 1943, il fait partie du groupe de renfort de 14 pilotes d'Afrique du Nord qui prennent la longue route menant en URSS. Il rejoint ainsi le Normandie-Niémen via Le Caire et arrive à Toula en URSS le 7 janvier 1944.
Il apparaît comme membre de la 3e escadrille "Cherbourg" à la date du 20 mai 1940. Pilotant d'abord un Yak-1 puis un Yak-9, il comptabilise 9 victoires dont 7 homologuées. Il était surnommé Le Baron ou L'homme de la Baltique. Il doit ce dernier surnom à son combat au-dessus du Frisches Haff, le 27 mars 1945 à 9 h du matin, où il est abattu par un Focke-Wulf 190 allemand. Il réussira à se dégager de son parachute et à gagner la rive où il sera secouru par des fantassins soviétiques. Il se remet lentement de ses blessures et repartira au combat le 25 avril 1945 au matin au-dessus de Pillau. Il partira pour Paris à bord de son avion, avec le régiment, le 14 juin 1945. Il atterrira au Bourget le 20 juin 1945, après le survol des Champs-Élysées par l'escadrille.

### Retour de guerre
À la fin de la guerre, il retrouve sa famille en juin 1945 à Casablanca, au Maroc.
Après la Libération, il rentra dans l'aviation civile à Air France puis à la Compagnie des transports aériens continentaux.
En 1948, il est en Indochine, pilote attaché à une grande plantation de caoutchouc puis, deux ans plus tard, il part pour l'Amérique du Sud pratiquer la prospection d'or et de diamants.
Grand reporter, il effectue de nombreux séjours en URSS.
Il meurt le 17 juillet 1970 à Alicante. Il est inhumé à Savasse.

## Décorations et honneurs
- Officier de la Légion d'honneur (1947)
- Médaille militaire
- Croix de guerre 1939-1945
- Médaille commémorative de la guerre 1939-1945
- Ordre de la Guerre pour le Salut de la Patrie (URSS)
- Ordre du Drapeau rouge (URSS)
- Médaille de la Victoire (URSS), etc.

Il a été crédité de 19 victoires homologuées.

## Œuvres
- François De Geoffre (photogr. collections privées des pilotes et Capitaine Eichenbaum), Normandie Niemen : Souvenirs d’un pilote, Paris, Editions André Bonne, 1958, 288 p., 19x14.
- Normandie Niemen : souvenirs d'un pilote, 1952, 1956, 1960, 1985.
- L'homme de la Baltique, 1953.
- Venezuela, terre des folles espérances, 1953.
- Du Collège à l'Escadrille : souvenirs, 1954.
- Inconnu à bord, 1955.
- Hongrie, terre déchirée : je reviens de Budapest, 1956.
- Cruces de Lorena en Rusia, 1957.

## Sources